# Sidła
Sidła (wnyki) – pętle z drutu, linki stalowej, włosia i tym podobnych, zastawiane przez kłusowników na przejściach (przesmykach) zwierzyny. W Polsce używanie sideł jest przestępstwem.

## Galeria

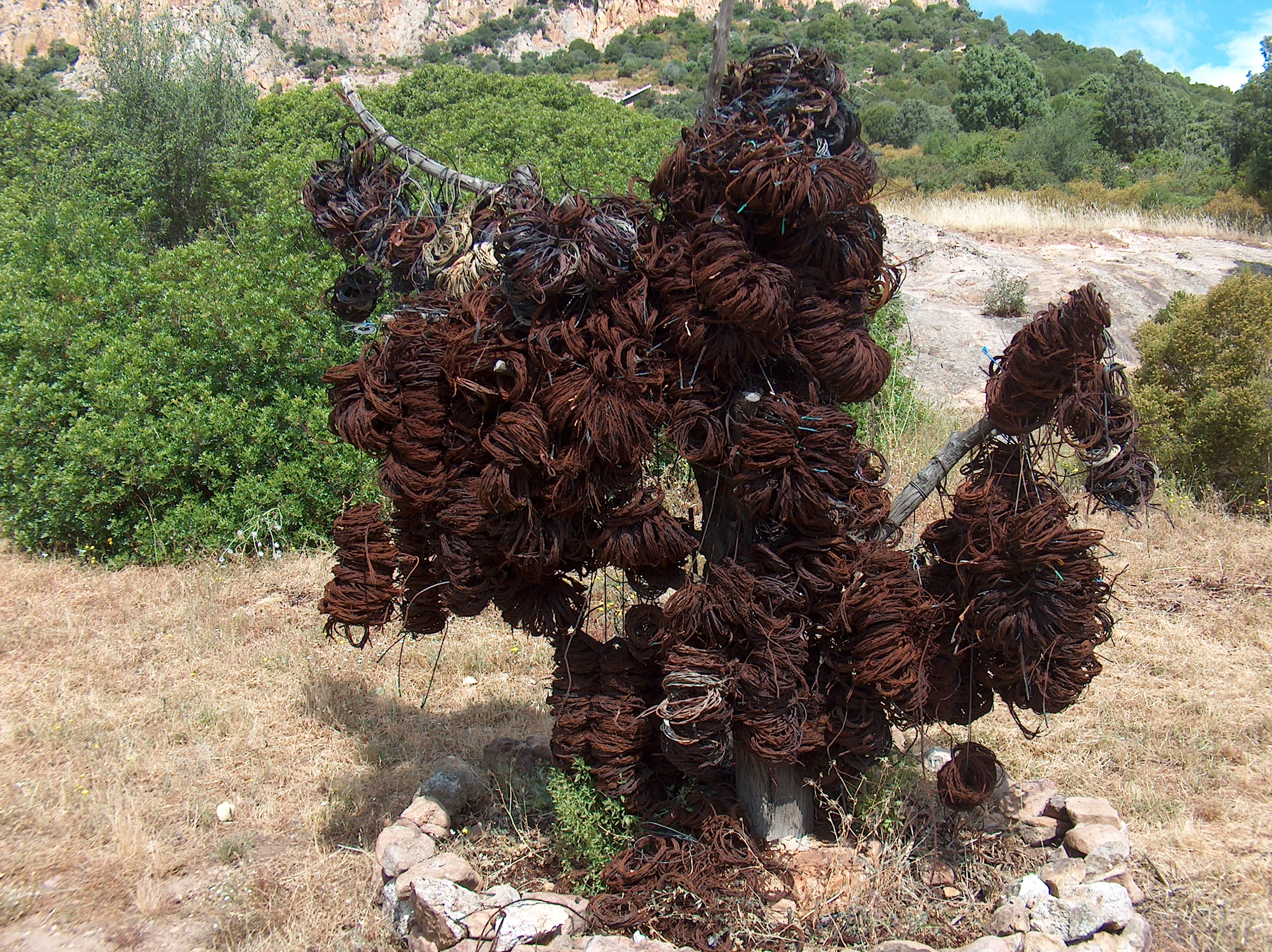
Skonfiskowane przez leśników sidła używane przez kłusowników do łapania dzików i jeleni
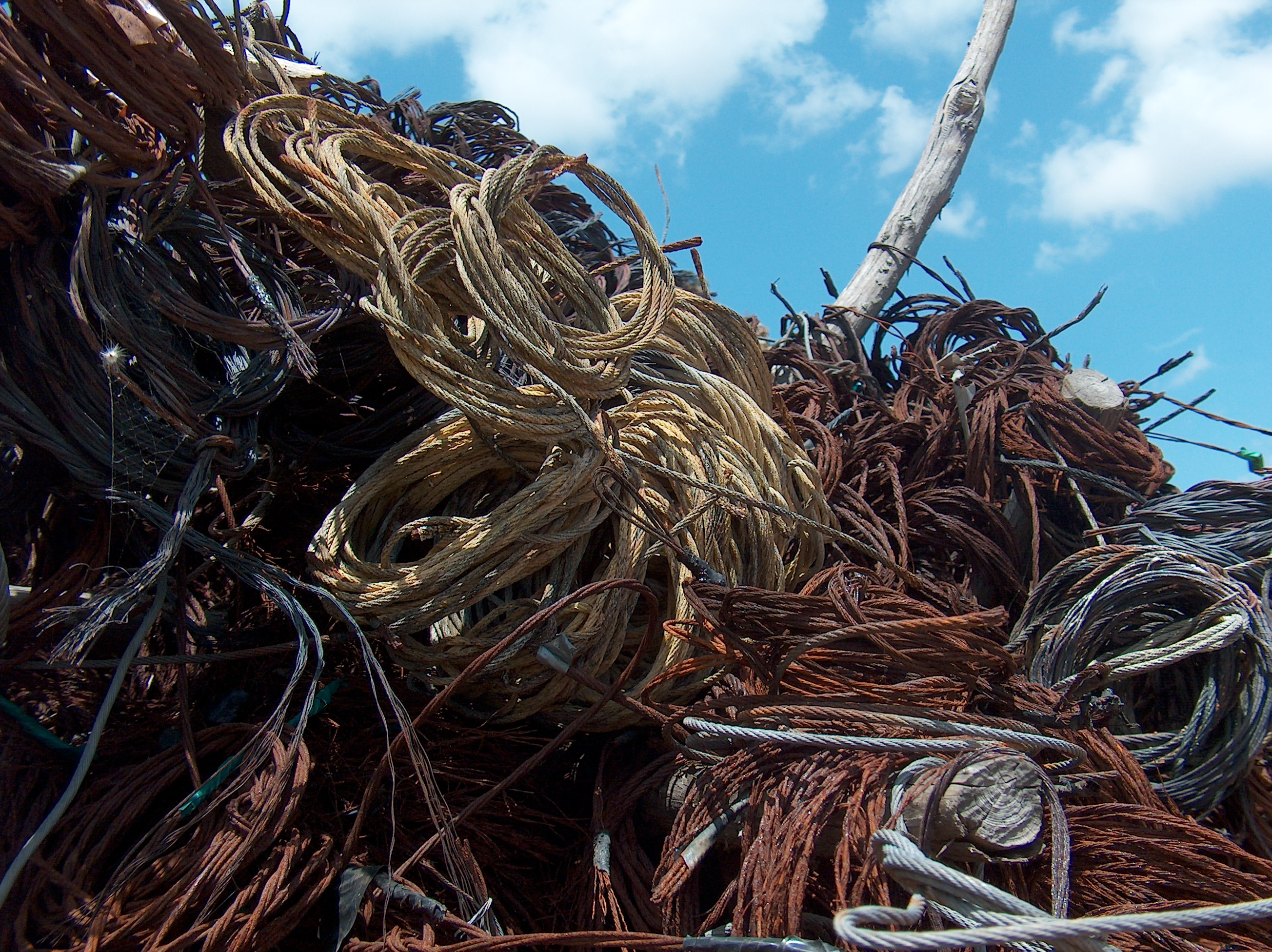
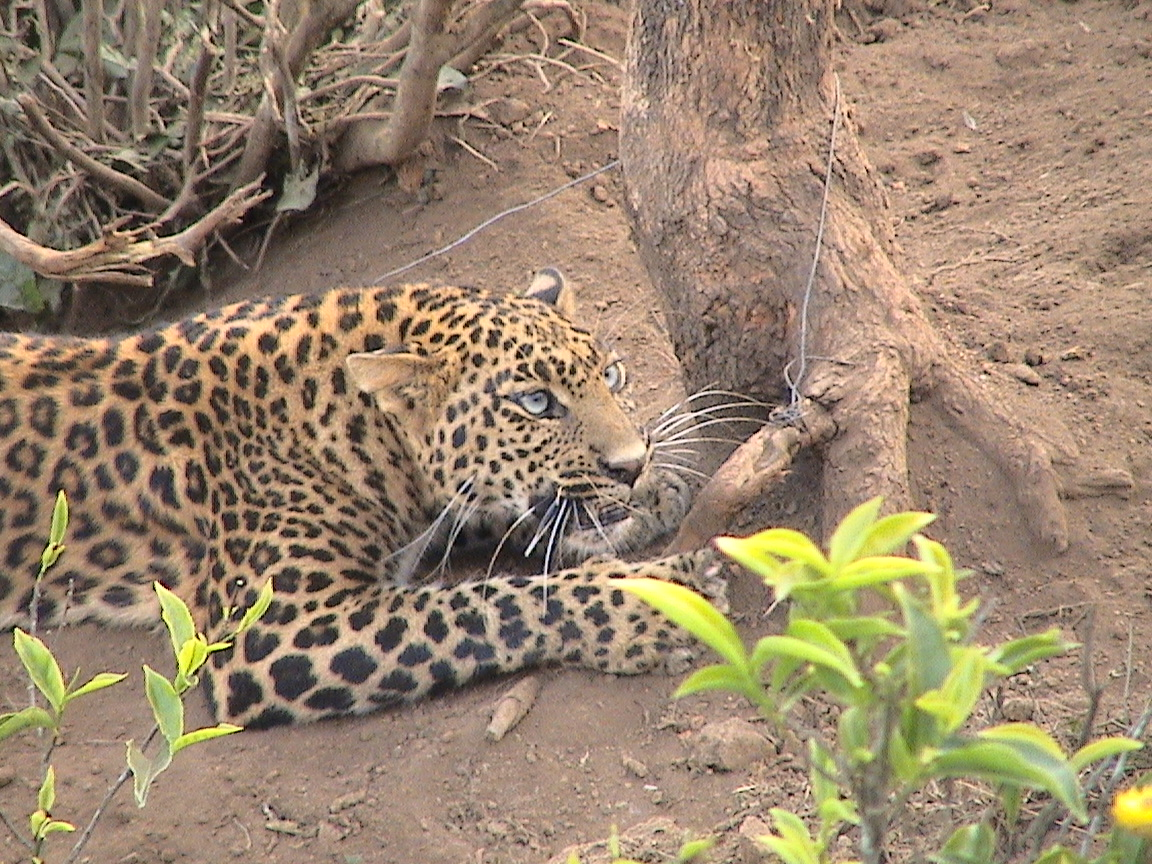
Lampart w sidłach
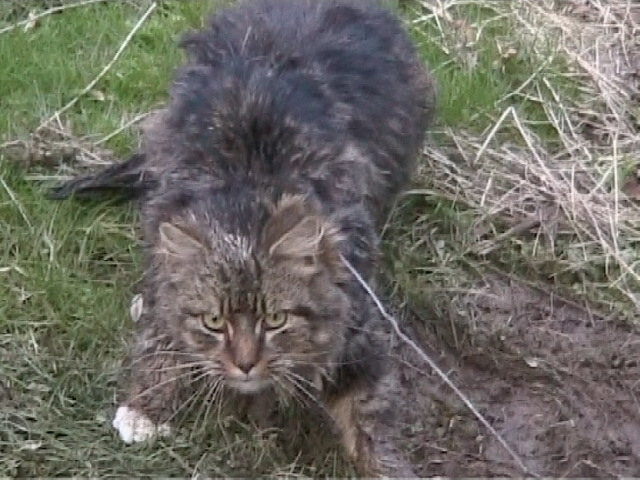
Zdziczały kot domowy w sidłach